# The Red Hot Chili Peppers (альбом)
The Red Hot Chili Peppers — перший альбом каліфорнійського рок-гурту Red Hot Chili Peppers, випущений 1984 і продюсований Енді Ґіллом, гітаристом Gang of Four.
Red Hot Chili Peppers підписали контракт зі звукозаписувальною компанією «EMI». Проте гурт What Is This?, у якому паралельно грали гітарист Гілель Словак і барабанщик Джек Айронз, двома тижнями раніше підписали контракт з компанією «MCA», внаслідок чого не мали права записуватися з гуртом. Red Hot Chili Peppers знайшли їм заміну в особі колишнього ударника групи Weirdos Кліфа Мартінеса та студійного гітариста Джека Шермана.
Записування альбому йшло в напруженій атмосфері. Енді Ґілл постійно сперечався з рештою музикантів, закликаючи їх до більш «радіо-форматного» звучання. В результаті Red Hot Chili Peppers залишилися невдоволеними продюсуванням свого дебютного альбому; платівка навіть не потрапила до хіт-параду Billboard Hot 200.
Група влаштувала гастролі на підтримку альбому, але відносини між Шерманом і рештою парубків були недружні. Концерти принесли музикантам усього десь по 500 доларів. Як «The Red Hot Chili Peppers», так і «Squeezed», дебютна платівка What Is This?, фактично провалилися, тож Red Hot Chili Peppers позбулися Джека Шермана, і в записуванні їхнього другого альбому, «Freaky Styley», знову брав участь Гілель Словак.
У своїй автобіографії «Scar Tissue» Кідіс розповідає, що був ошелешений, коли побачив, що Ґілл написав «лайно» поряд із назвою пісні «Police Helicopter», адже це була одна з їхніх перших пісень, яка, за словами Кідіса: «втілювала дух групи, а саме кінетичну, пронизливу, гостру, шокову навалу звука та енергії».

## Реакція критиків і публіки
В цілому, альбом вважається критичним і комерційним фіаско. Поодинокі рецензії, яких удостоїлася платівка, були негативними, за винятком першого номера журналу «Spin», котрий, як пише Ентоні Кідіс у своїй автобіографії «Scar Tissue», надрукував позитивний відгук. Група витратила значну суму грошей на платівку та подальші гастролі. За даними на 2007, у всьому світі було продано близько 300 000 екземплярів «The Red Hot Chili Peppers».

## Список пісень
Автори всіх пісень — Флі, Ентоні Кідіс, Кліф Мартінес і Джек Шерман, окрім зазначених випадків.
1. True Men Don't Kill Coyotes — 3:40
2. Baby Appeal (Флі, Джек Айронз, Кідіс, Гілель Словак) — 3:40
3. Buckle Down — 3:24
4. Get Up And Jump (Флі, Айронз, Кідіс, Словак) — 2:53
5. Why Don't You Love Me (Генк Вільямс) — 3:25
6. Green Heaven (Флі, Айронз, Кідіс, Словак) — 3:59
7. Mommy Where's Daddy — 3:31
8. Out In L.A. (Флі, Айронз, Кідіс, Словак) — 2:00
9. Police Helicopter (Флі, Айронз, Кідіс, Словак) — 1:16
10. You Always Sing (Флі, Айронз, Кідіс, Словак) — 0:19
11. Grand Pappy Du Plenty (Флф, Енді Ґілл, Кідіс, Мартінес, Шерман) — 4:14

### Бонус-треки на ремастерованому виданні 2003
1. Get Up And Jump (Demo) (Флі, Айронз, Кідіс, Словак) — 2:37
2. Police Helicopter (Demo) (Флі, Айронз, Кідіс, Словак) — 1:12
3. Out In L.A. (Demo) (Флі, Айронз, Кідіс, Словак) — 1:56
4. Green Heaven (Demo) (Флі, Айронз, Кідіс, Словак) — 3:50
5. What It Is (a.k.a. Nina's Song) (Demo) (Флі, Кідіс) — 3:57

## Сингли
1. «True Men Don't Kill Coyotes» (1984)
2. «Get Up And Jump» (1984)

## Склад
- Ентоні Кідіс — вокал
- Джек Шерман — гітара
- Флі — бас
- Кліф Мартінес — барабани
- Гвен Дікі — бек-вокал
- Кіт Трі Баррі — альт
- Кліф Брукс — конга, цимбали
- Патрік Інґліш — труба
- Кенні Флад — тенор-саксофон
- Філ Рейнлін — тромбон